# Los mochileros
Los mochileros  es una película filmada en color de Argentina dirigida por Emilio Vieyra según el guion de Salvador Valverde Calvo que se estrenó el 2 de julio de 1970 y que tuvo como protagonistas a Ricardo Bauleo, Víctor Bó, Susana Giménez y Soledad Silveyra.
Fue filmada en escenarios naturales de las provincias de Mendoza, de Neuquén, de  La Pampa, de Río Negro y de San Juan  así como en las localidades de El Chocón, Necochea y San Martín de los Andes.
El tema musical de la película es Carretera adelante de Salvador Valverde Calvo y Víctor Buchino, cantado en off por Hugo Marcel.
También actúa la cantante venezolana Mirtha Pérez, haciendo de sí misma, quien interpreta los temas Llegó el verano y La nave del olvido.
El conjunto "Safari" toca el tema Es preferible.

## Sinopsis
Para cambiar sus rumbos de vida, dos jóvenes se van a recorrer el país como mochileros.

## Reparto
- Ricardo Bauleo ... Ricardo
- Víctor Bó ... Víctor
- Susana Giménez ... Alejandra
- Soledad Silveyra ... Ana María
- Mirtha Pérez ... De ella misma
- Nelly Panizza ... madre de Ricardo
- Pedro Buchardo ... padre de Ricardo
- Carlos Muñoz ... padre de Alejandra
- Walter Kliche ... Ladrón
- Linda Peretz ... Dorita
- Nelly Prono ... tía de Mirtha
- Tito Martínez
- Natalio Seta
- Polanska Kromar
- Cacho Espíndola

## Comentarios
La Prensa escribió:

”La manifiesta cursilería de las intenciones últimas, salpicadas de tanto en tanto por insólitas imágenes turísticas alcanzan en algunas secuencias los límites de la más grosera propaganda.”

revista Gente dijo:

”Salvo la fotografía de González Paz… la película no resiste el menor análisis.”

Manrupe y Portela escriben:

”En el auge del mochilerismo, un film con paisajes y trama inexistente.”